# Ruth Creebsburg-Nortan
Ruth Creebsburg-Nortan is een Surinaams gospelzangeres en songwriter. Ze treedt op in binnen- en buitenland. In 2016 en opnieuw in 2017 behaalde ze de tweede plaats tijdens het internationale Gospel Songfestival op Curaçao. In 2016 was ze jurylid van Voices of Gospel.

## Biografie
Ruth Nortan, gehuwd Creebsburg, was nog jong toen ze in 2004 werd onderscheiden met een gospelaward van de Stichting Prisiri Fu Masra. In 2015 reisde ze naar Nederland voor een concert in de grote Bethel-kerk in Drachten.
Ze bereikte twee keer de tweede plaats tijdens het internationale Gospel Songfestival op Curaçao. In 2016 was dat met het lied Via dolorosa in een duet met Helianthe Redan. In 2017 was dat in een kwartet met het lied Call on him. In 2016 was ze jurylid van Voices of Gospel in eigen land.
In 2017 begon ze zelf met het schrijven van nummers. Rond kerst kondigde ze op Radio Shalom aan hiervan een album uit te brengen. In 2020 bracht ze samen met Debora Swanenberg en Meryll Malone de single Yep’ opo a nen fu Sranan uit, waarin ze alle Surinamers in de wereld oproepen om een bijdrage te leveren aan de wederopbouw van het land. Het lied werd formeel overhandigd aan Marinus Bee, de voorzitter van De Nationale Assemblee, en Iwan Rasoelbaks, de waarnemend president van het Surinaamse Hof van Justitie.
Buiten de muziek werkt ze sinds 2011 voor Grassalco. Sinds 2019 is ze hier superintendent op het gebied van kwaliteit, arbeidsomstandigheden en milieu (QHSE). Een jaar eerder slaagde ze voor haar MBA-graad aan de IBSAE in Paramaribo.